# Jean-Baptiste Ceineray
Jean-Baptiste Ceineray, né le 10 mars 1722 à Paris, et mort le 29 juin 1811 à Nantes, est un architecte et un urbaniste français  néo-classique, concepteur d'un programme urbain et architectural qui a transformé sa ville d'adoption. Il est l'un des inspirateurs de Mathurin Crucy.

## Biographie

### Famille
Jean-Baptiste Ceineray est le fils de François Ceineray et d'Anne-Perrine Constantin d'Etiau ; il est petit-fils de Marc de Ceneret et de Marie de La Planque. 
Le 7 mai 1754, il épouse à Nantes Marie Sauvaget, fille d’un lieutenant de la milice bourgeoise, François Sauvaget de La Gaudinière, sieur du Boisrenaud, et de Marie Symon. En 1755, ils ont un fils, Jean-Marie, puis Marie Sauvaget meurt en 1756, âgée de 30 ans.
Le fils de Jean-Marie Ceineray, Théophile, épousera Lucile Crucy, nièce de Mathurin et sera notaire à Nantes et maire de Vigneux-de-Bretagne (de 1830 à 1835).

### Carrière
Jean-Charles Renoul, biographe  de Ceineray, affirme qu'il a suivi l'enseignement de Denis Jossenay, membre de l’Académie royale d'architecture, mais son nom n'apparait dans aucun document lié à ce dernier. François II Franque, dans les procès-verbaux de l'Académie, affirme aussi qu'il a été son professeur, mais ce dernier habita Avignon jusqu'en 1744 et ne rentra à l'académie qu'en 1754. Puis il est parti durant cinq ans en voyage pour l'Italie, pour compléter sa formation[réf. nécessaire]. Il est influencé par Jacques Gabriel, auteur de nombreux édifices rennais[réf. nécessaire]. 
Après son retour d'Italie, il vient s'installer à Nantes à la fin des années 1740 ou au début des années 1750 (on lui attribue probablement à tort la construction du château du Grand-Blottereau, à Doulon dont l'édification avait débuté en 1742 alors qu'il avait à peine vingt ans et qui se termina cinq ans plus tard en 1747). En 1754, il s'y marie, a un fils l'année suivante et devient veuf un an après. Il ne se remariera pas.
En 1757, bénéficiant probablement de l'aide de son beau-père, il devient l'aide de Nicolas Portail, architecte-voyer de la ville de Nantes, avant de succéder à ce dernier en 1760. Sa rémunération est fixée à 1 000 livres par an. 
Il conçoit un « plan général pour la commodité et l'embellissement de la ville ». Ceineray repense totalement la ville, prévoyant notamment d'abattre les remparts pour y aménager un cours (actuellement cours Saint-Pierre et Saint-André, à l'origine, cours des États), le réaménagement de la place du Bouffay et la création d'une place à l'ouest de l'Erdre, près de l'église Saint-Nicolas (la place Royale). Une bonne partie de ce « plan général » sera réalisée sous sa responsabilité.
À partir de 1767, il a comme élève Mathurin Crucy, qu'il soutient ensuite pendant sa formation à Paris (1771-1775). Après son séjour en Italie (1775-1779), Mathurin Crucy rentre à Nantes. Il reprend contact avec Ceineray. Celui-ci étant confronté à un problème de malfaçon dans le bâtiment de la chambre des comptes de Bretagne, selon une expertise de Mathurin Grolleau, architecte des Ponts et Chaussées, Mathurin Crucy rend une contre-expertise favorable à Ceineray.
À partir de 1777, Ceineray a un assistant, Louis Béranger. Malgré cela, il a du mal à assumer ses obligations d'architecte-voyer en raison de problèmes de santé (il est atteint d'asthme). En 1780, il donne sa démission. Le conseil de ville du 28 juillet 1780 entérine cette démission, accordant à Ceineray une pension égale à son traitement antérieur (mesure entérinée par l'Intendant de Bretagne et par le ministre des Finances). Mathurin Crucy est nommé à sa place d'abord à titre provisoire, puis définitivement en 1782. 
Soucieux du bien commun, il utilisa ses compétences d'ingénieur pour construire un lit mécanique destiné aux malades vers 1804. Le corps médical nantais se félicita de cette invention. Mais un contrefacteur parisien s'appropria l'invention de Ceineray. Celui-ci ne demanda pas d'indemnités et se consola rapidement de cette usurpation par l'utilité de son invention, seule chose qu'il avait souhaité. 
Jean-Baptiste Ceineray meurt dans la misère en 1811 dans sa maison Merot du Barré, qu'il avait construit et où il habitait, rue de la Fosse. Selon l'acte de décès, il est « pensionnaire de l'État ».

## Réalisations

### Vue d'ensemble

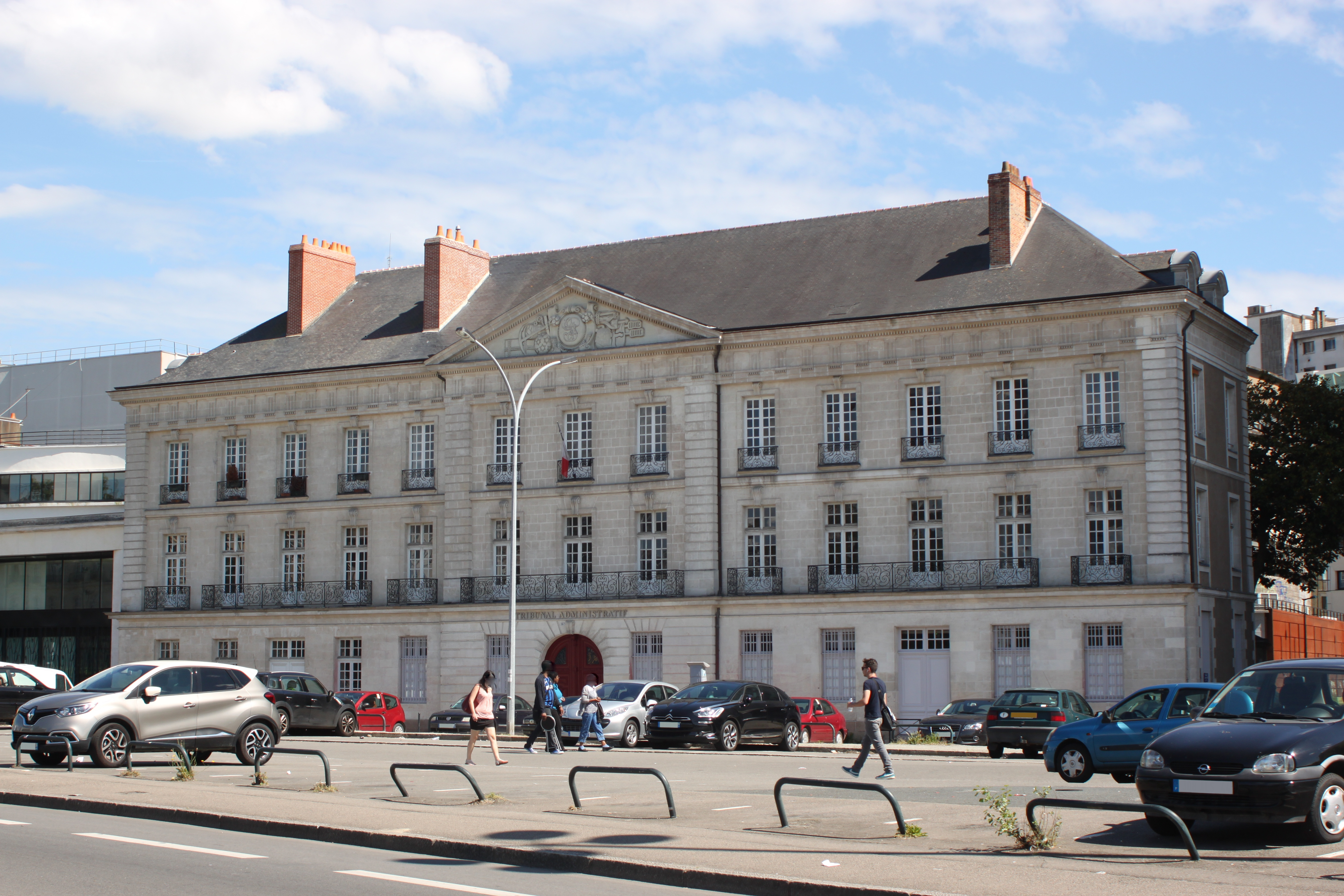
Hôtel Deurbroucq

#### Travaux d'aménagement à Nantes[14]
La ville de Nantes lui doit :
- le curage des fossés de l'église Saint-Nicolas ;
- la canalisation de l'Erdre depuis l'île de Versailles ;
- la démolition de l'enceinte du Moyen Âge ;
- le réaménagement de la place du Bouffay ;Place du Bouffay à Nantes.
- l'aménagement du cours des États

Place du Bouffay à Nantes.

- les premiers plans du quartier Graslin (sa santé dut lui faire renoncer à son poste d'architecte-voyer, son élève, Crucy, reprendra ses plans en y apportant des modifications importantes).

#### Constructions à Nantes
Les bâtiments suivants sont construits d'après des plans de Ceineray :
- bâtiment de la Chambre des comptes de Bretagne (aujourd'hui hôtel de préfecture de la Loire-Atlantique) :
- hôtel Deurbroucq ;
- hôtel d'Aux ;
- hôtel des Douanes (situé au 37 quai de la Fosse, détruit par les bombardements de 1943) ;
- immeubles situés autour du Bouffay (quais Brancas, Flesselles et Port-Maillard) ; ces immeubles ont été précédés par un bâtiment du couvent des Jacobins, dont le modèle a servi pour ceux des quais ; ce bâtiment conventuel a été détruit au XIXe siècle[15] ;
- hôtel Pépin de Bellisle ;
- hôtel Ceineray[16] (Jean-Baptiste Ceineray reçut de la ville de Nantes un terrain en remerciement de ses bons services sur lequel il fit élever cet hôtel pour en faire sa résidence) ;
- hôtel Lelasseur ;
- immeubles place de Bretagne (détruit par les bombardements de 1943) et rue Mercoeur ;
- villa Mont-Cassis à Chantenay.

#### Hors de Nantes
- la folie de la Gibraye à Saint-Sébastien-sur-Loire[17];
- le château de la Picauderie à Thouaré-sur-Loire[réf. nécessaire] ;
- le château de la Poterie à La Chapelle-sur-Erdre ;
- le château du Plessis à Casson ;
- le château de la Hillière à Thouaré-sur-Loire ;
- l'aile ouest du château de la Desnerie à La Chapelle-sur-Erdre ;
- le château de la Morlière à Orvault ;
- le château d'Aux à La Montagne ;
- le château du Fort à Saint-Joseph-de-Porterie ;
- le château de la Classerie à Rezé (construit pour René Darquistade) ;
- le château du Chaffault à Bouguenais (détruit en 2009) ;
- le château de la Bouvardière à Saint-Herblain[18] ;
- le château de la Gandonnière à La Chapelle-sur-Erdre (probablement, cohérence de style et d'époque);
- le château du Perrorteau à Saint-Etienne de Montluc[19] ;
- le logis de Belle-Vue à Saint-Etienne-de-Montluc[19].

### La Chambre des comptes de Bretagne (1759-1781)

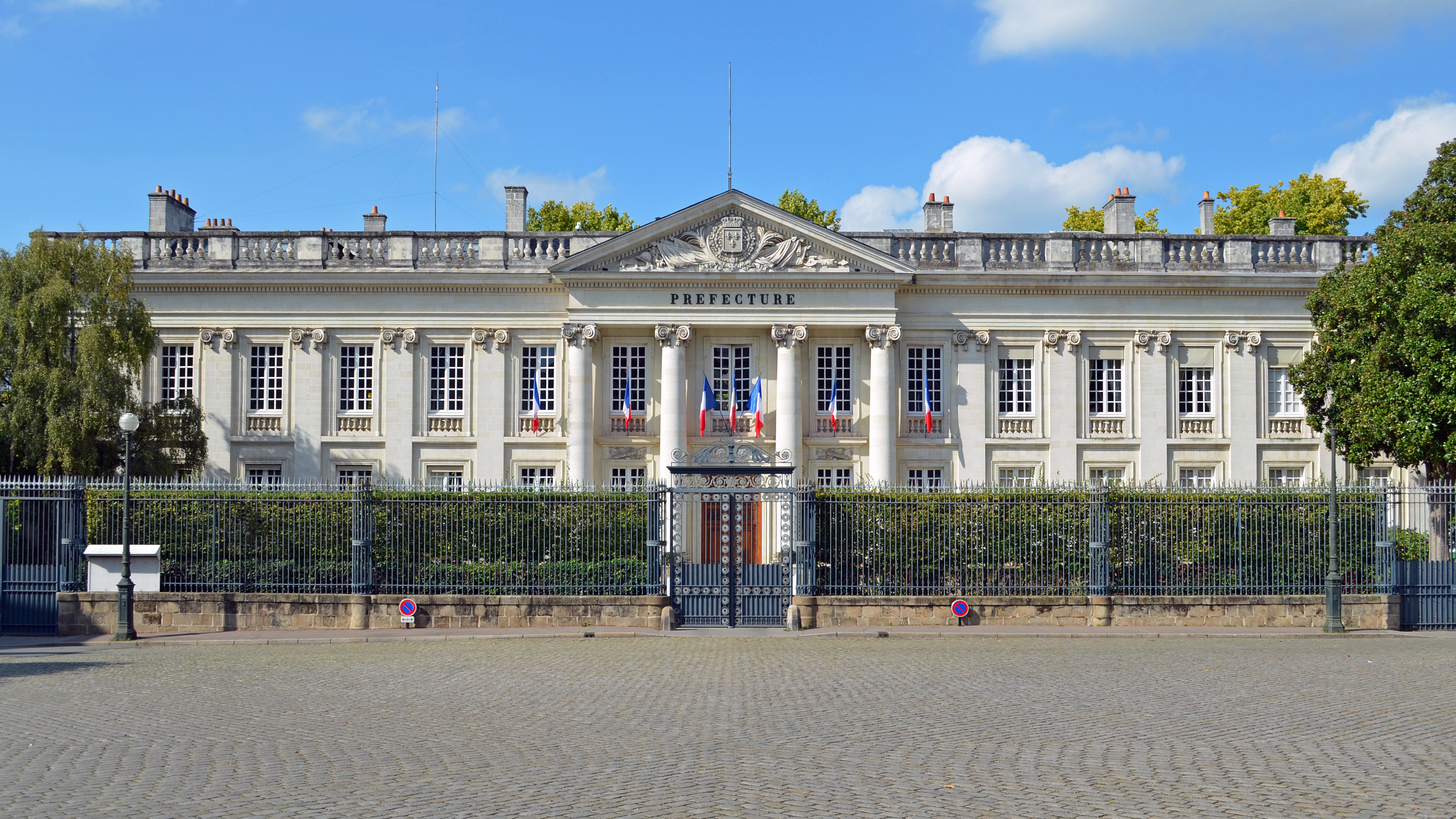
Hôtel de préfecture de la Loire-Atlantique, ancien siège de la Chambre des comptes de Bretagne.

C'est Anne de Bretagne qui en 1495 fait transférer à Nantes, la Chambre des comptes de Bretagne, le service qui contrôle l'administration et les finances de son duché. Un palais lui est consacré par François Ier sur les bords de l'Erdre. Ce bâtiment est devenu vétuste quand en 1750 Hilarion-François de Becdelièvre, alors premier président de la Chambre des comptes, demande la construction d'un nouveau bâtiment à même de garantir la pérennité des archives de Bretagne. Jean-Baptiste Ceineray, alors architecte-voyer de la ville, est chargé du projet en 1759. La première pierre est posée en 1763.

### L'Hôtel d'Aux

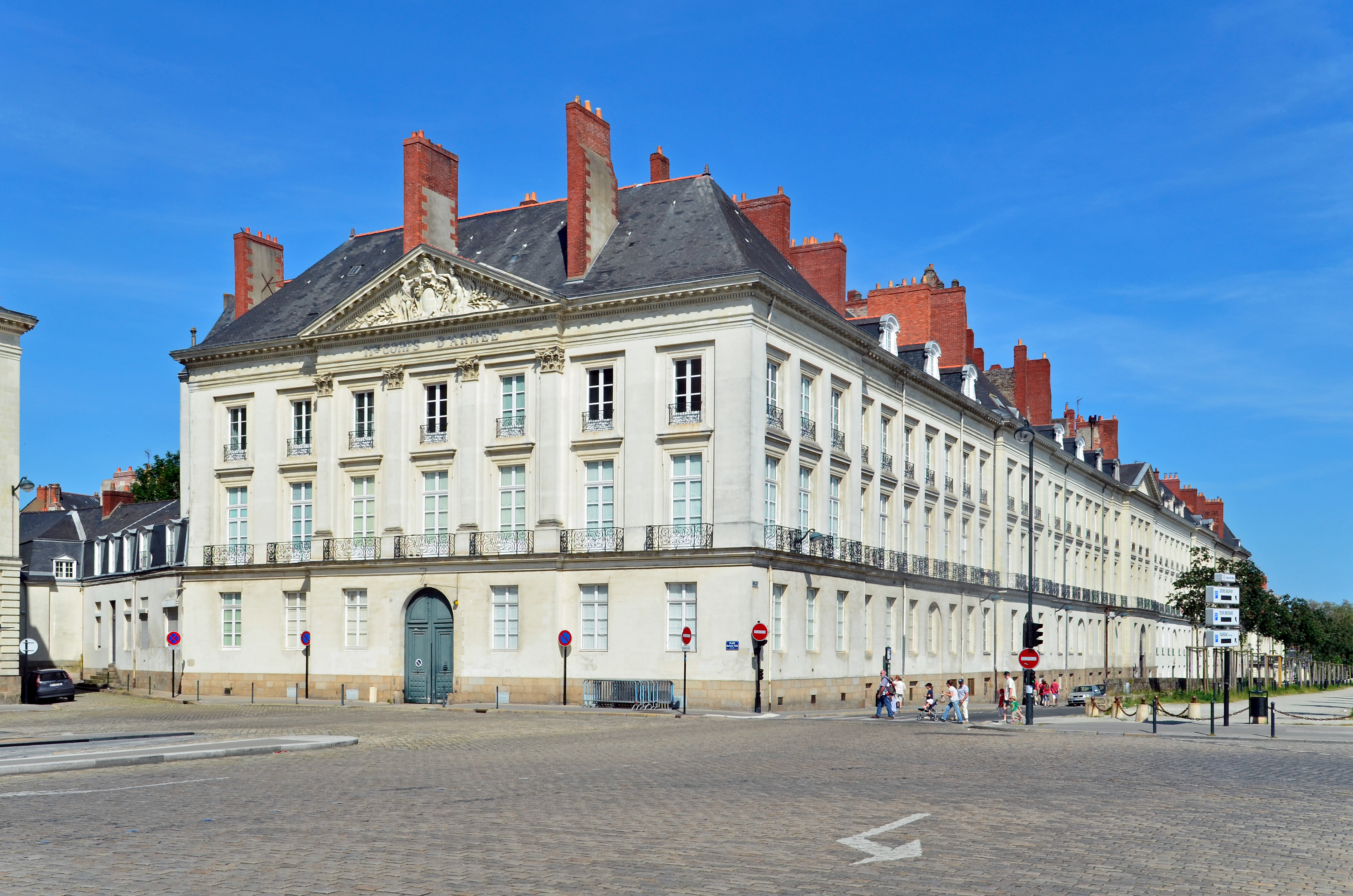
L'hôtel d'Aux avec son fronton triangulaire

L’hôtel d'Aux se situe à l'angle de la Place du Maréchal-Foch et de la rue Tournefort. Ceineray le construit pour René Louis d'Aux, riche propriétaire de plantations d’ananas à Saint-Domingue, qui a acquis le terrain en 1770. L'édifice se compose de 3 niveaux de 7 fenêtres. La partie centrale est légèrement avancée et surmontée d'un fronton et ses fenêtres sont encadrées par des pilastres d'ordre corinthien. Surpris par les bas honoraires demandés par l'architecte, le marquis d'Aux voulu doubler la somme à la fin des travaux, ce que Ceineray refusa, malgré l'insistance du marquis. Ce bâtiment a longtemps servi à héberger l'état-major des troupes en garnison à Nantes (la façade porte la mention : « 11e Corps d'armée ») et pendant l'Occupation, c'est là que se trouvait le siège de la Feldkommandantur.

## Hommages

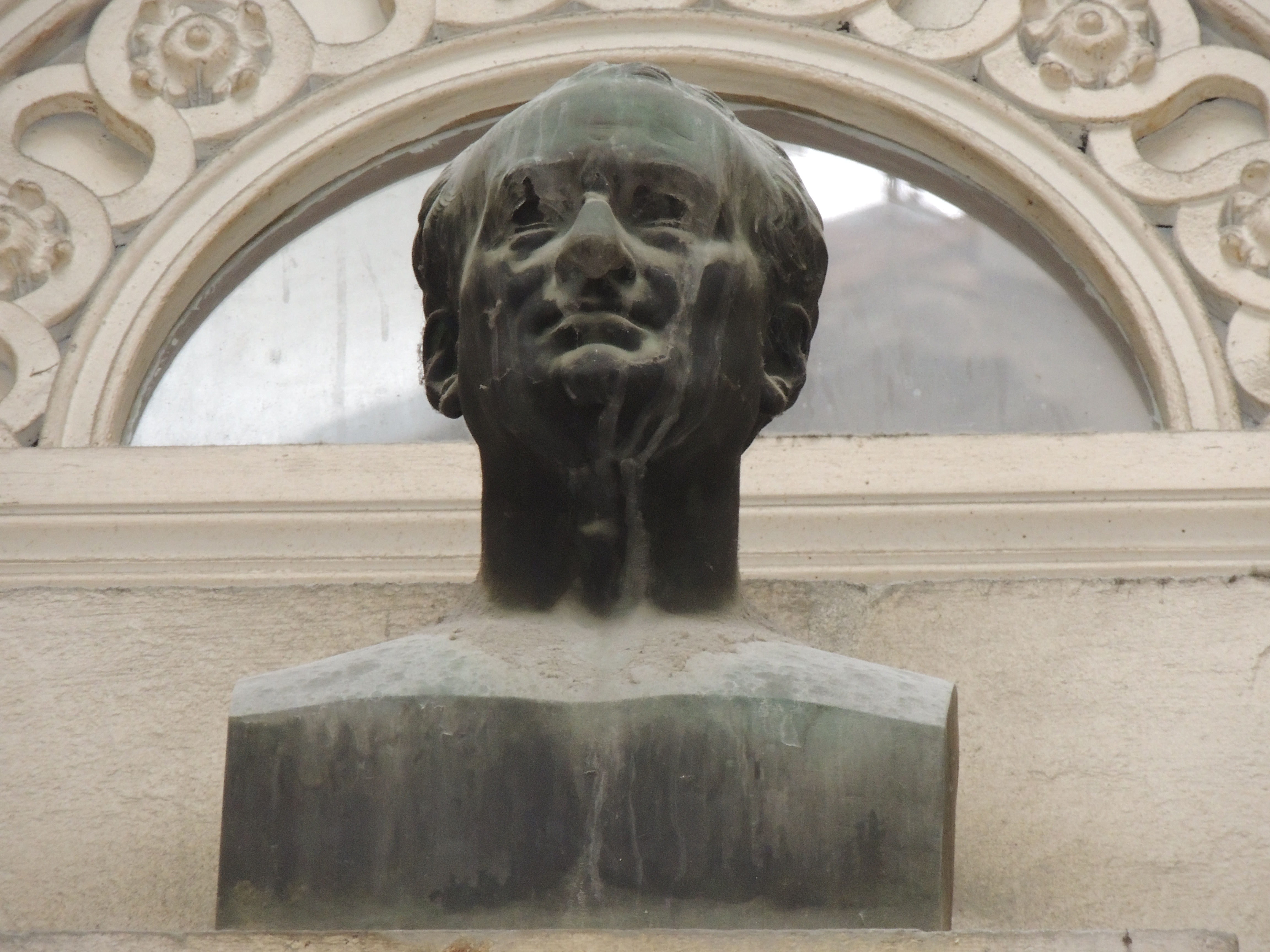
Buste de Jean-Baptiste Ceineray dans le passage Pommeraye.

Le quai Ceineray se trouve sur la rive gauche de l'Erdre à Nantes, entre la rue de Strasbourg et la rue Sully, longeant la façade de son chef-d'œuvre, l'actuelle préfecture de la Loire-Atlantique.